# Silvio José Pereda
Silvio José, il buon parassita, è un personaggio immaginario dei fumetti creato da Paco Alcázar e pubblicato dal 2005 sulla rivista umoristica spagnola El Jueves. Il genere del fumetto è la critica sociale con humor nero.

## Biografia del personaggio
Silvio José Pereda è un quarantenne disadattato sociale che vive in un appartamento con il padre e manifesta doti eccezionali per scansare qualsiasi lavoro. Le sue occupazioni vanno dai videogiochi, parlare malissimo di suo padre nei forum di internet, guardare la televisione e dormire. Adora divorare cibo spazzatura e in particolare le salsiccette "Chisparritas". Il suo migliore nonché unico amico, Federico, è uno schizofrenico che porta sempre con sé Geyperman, un giocattolino che gli fa da guida in qualsiasi situazione, anche se i suoi consigli si risolvono in genere con atti violenti, incendi o addirittura baciare Silvio Josè. Cubero, è il professore di Scuola Guida, sosia di Adolf Hitler, passa le sue giornate vagando nei vagoni della metropolitana e scrivendo poesie infantili con messaggi sadici. Personaggio frequente è il dottor de la Cuadra, uno psichiatra che necessita a sua volta di un'analisi psichiatrica e il cui unico obiettivo è quello di torturare i suoi pazienti (fra questi il padre di Silvio) per continuare a farsi pagare le visite. 